# Väggbonad

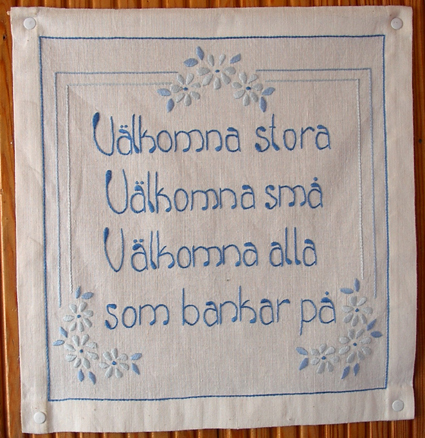
Väggbonad i plattsöm och stjälksöm

Bonad av bomullstyg med färgtryck föreställande Karl XIV Johans begravningsprocession till Riddarholmskyrkan 1844, Livrustkammaren.

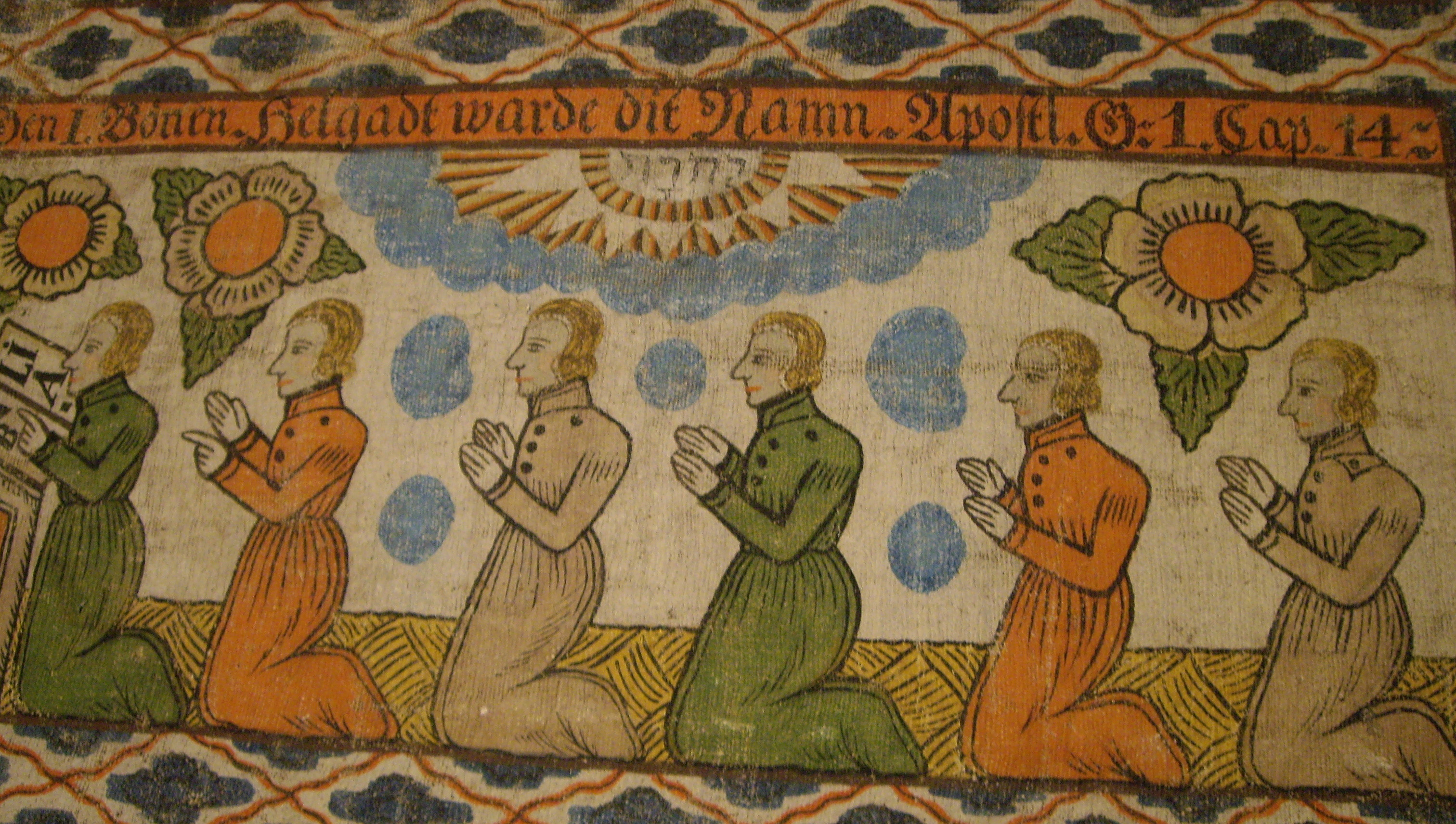
Väggbonad från 1842 med Guds namn, tetragrammet JHWH, i solstrålarna

Väggbonad i textila sammanhang kan vara en broderad eller vävd bonad, en textil väggprydnad som inte är inramad, och inte tapetlikt spänd över hela väggen. Begreppet används även om vissa på väv eller papper målade allmogetapeter, främst från Sydsverige.
Bonadsmålning förekom under medeltid i hela Sverige och även i andra länder. När de målade bonaderna blev omoderna i övriga Sverige förblev bonadsmåleriet en sydsvensk tradition som förekom i Småland, Halland och angränsande delar av Västergötland och Blekinge. Bonader med målningar på väv hade förekommit tidigare men börjar omkring 1750 ersätta och komplettera drättadukarna i högloftstugorna. De utfördes från början av stadsmålare men under 1750-talet växer ett folkligt bonadsmåleri fram. På grund av eldning i rummen satt de dock bara uppe för en kort tid, oftast runt jul och vid festligheter. En bonad kan också vara av papper, vilket introducerades omkring 1800.
Till skillnad från tapeter är bonaden ”löst” uppsatt på väggen, till exempel med tejp, nubb eller häftstift. Bonader ersattes så småningom av först kistebrev och senare importerade färglitografier och oljetryck som väggdekorationer, men förekommer i modern tid i pappersform särskilt vid de större helgerna, och som broderade eller vävda alster året runt. De bonader som blev moderna under slutet av 1800-talet och början av 1900-talet var ofta prydda av ett ordspråk eller bibelcitat som centralt motiv.

## Etymologi
Ordet kan härledas ur bonad som betyder göra i ordning. 